# 江崎鐵磨
江﨑鐵磨（1943年9月17日—），日本政治家，自由民主黨黨員，出身於愛知縣一宮市。曾任國家公安委員會委員長、內閣府特命擔當大臣（沖繩及北方對策擔當、消費者及食品安全擔當、海洋政策擔當）。共當選7屆眾議院議員。
父親是通商產業大臣江﨑真澄。。同父異母弟弟是前眾議院議員江崎洋一郎。
2018年2月19日晚间，江崎鐵磨因身体不适住院检查。出院不久，他又在2月26日重新入院。2月27日，总理安倍晋三同意江崎鐵磨辞去沖繩及北方對策擔當、消費者及食品安全擔當、海洋政策擔當大臣职务。

## 外部連結
- 官方網站 （页面存档备份，存于）

| 議會席位                | 議會席位                                                   | 議會席位                  |
| ----------------------- | ---------------------------------------------------------- | ------------------------- |
| 前任： 鴨下一郎         | 眾議院消費者問題相關特別委員長 2016年                      | 繼任： 原田義昭           |
| 前任： 石田真敏         | 眾議院法務委員長 2013年—2014年                             | 繼任： 奥野信亮           |
| 官衔                    |                                                            |                           |
| 前任： 鶴保庸介         | 特命擔當大臣（沖繩及北方對策） 第25、26代：2017年—2018年   | 繼任： 福井照             |
| 前任： 松本純           | 特命擔當大臣（消費者及食品安全） 第14、15代：2017年—2018年 | 繼任： 福井照             |
| 前任： 松本純           | 特命擔當大臣（海洋政策擔當） 第2、3代：2017年—2018年       | 繼任： 福井照             |
| 前任： 蓮實進、岩井國臣 | 国土交通副大臣 2005年—2006年                               | 繼任： 望月義夫、渡邊具能 |